# Andrew Scott Reisse
Andrew Scott Reisse fue un ingeniero de gráficos por computadora, cofundador de la empresa desarrolladora de middleware Scaleform y cofundador de la compañía productora de las gafas de realidad virtual Oculus Rift.

## Vida personal
Andrew nació en 1984 en Maryland, Estados Unidos. Según sus compañeros de Oculus Rift «Andrew era un brillante ingeniero gráfico, un ávido fotógrafo y excursionista que amaba la naturaleza, un verdadero amigo leal, y miembro fundador de nuestra familia Oculus».
Era un amante de los videojuegos, pero más que de los videojuegos, amaba la tecnología detrás de ellos, en sus tiempos de estudiante se entretenía haciendo sus propios renderizados 3D de los mapas del videojuego Quake.
Andrew era un librepensador y mantenía sus opiniones e ideales. Estaba en contra de tener acuerdos con corporaciones que restringieran la posibilidad de los empleados para contribuir a proyectos paralelos de código abierto.

## Estudios
Andrew Scott estudió ciencias de computación en la Universidad de Maryland, en su segundo semestre conoció a Michael Antonov, quien posteriormente sería su compañero de habitación y trabajaría con él en Scaleform. Ese mismo año conoció a Brendan Iribe quien posteriormente sería CEO de Scaleform.

## Cofundador de Scaleform
En 2004, cuando tenía 24 años, fundó la empresa Scaleform junto a Brendan Iribe y Michael Antonov desarrolladora de middleware para videojuegos. El software de Scaleform es utilizado para la creación de los videojuegos más vendidos en la actualidad.
Al ser presionado por Autodesk para firmar un acuerdo, Andrew optó por cambiarse a otra compañía, uniéndose a Brendan en la empresa Gaikai, la compañía de reproducción en línea en California. Sus amigos Michael y Nate se unieron a Andrew y Brendan una semana después, mientras el equipo trabajaba en la plataforma de videojuegos en línea de Gaikai hasta que comenzaron con el desarrollo de Oculus Rift. Andrew siempre continuo desarrollando software de código abierto.

## Fotografía
Además de trabajar en el sector de gráficos por computadora, Andrew era también un amante de fotografías a las que puede accederse en su sitio web http://www.reisse.net/.

## Oculus Rift
Andrew Fue uno de los cofundadores de Oculus Rift, además fue jefe de ingenieros de la empresa en 2011. Desde entonces fue jefe de ingenieros en la compañía hasta que fuera asesinado por un automóvil que huía de la policía.

## Muerte
Andrew Scott murió en junio de 2013 mientras caminaba por un cruce de peatones en Santa Ana (California), al ser atropellado por el automóvil que conducía Diego Sanches, quien huía de la policía cruzando la luz en rojo durante la persecución.